# Bill Casselman
William Allen Casselman (né le 27 novembre 1941) est un mathématicien américano-canadien qui travaille sur la théorie des représentations et les formes automorphes. Il est professeur émérite à l'Université de la Colombie-Britannique. Il est étroitement lié au programme de Langlands et a été impliqué dans la publication de tous les travaux de Robert Langlands sur Internet.

## Formation et carrière
Casselman fait ses études de premier cycle au Harvard College où son tuteur est Raoul Bott et soutient son doctorat de à l'université de Princeton en 1966 sous la direction de Goro Shimura. Il est chercheur invité à l'Institute for Advanced Study en 1974, 1983 et 2001. Il émigre au Canada en 1971 et est professeur émérite de mathématiques à l'Université de la Colombie-Britannique.

## Recherche
Casselman est spécialiste de théorie des représentations, des formes automorphes, de combinatoire géométrique et de la structure des groupes algébriques. Il s'intéresse aux représentations visuelles des mathématiques et est l'éditeur graphique des Notices of the American Mathematical Society depuis janvier 2001.

## Prix
En 2012, il devient l'un des premiers fellows de l'American Mathematical Society.

## Publications choisies
- Bill Casselman, « On some results of Atkin and Lehner », Mathematische Annalen, vol. 201, no 4,‎ 1973, p. 301-314 (DOI 10.1007/BF01428197, S2CID 121867474)
- Bill Casselman, « Characters and Jacquet modules », Mathematische Annalen, vol. 230, no 2,‎ 1977, p. 101-105 (ISSN 0025-5831, DOI 10.1007/BF01370657, S2CID 121574262, lire en ligne)
- Bill Casselman, « The unramified principal series of p-adic groups. I. The Spherical function », Compositio Mathematica, vol. 40, no 3,‎ 1980, p. 387-406
- Bill Casselman et Joseph Shalika, « The unramified principal series of p-adic groups. II. The Whittaker function », Compositio Mathematica, vol. 41, no 2,‎ 1980, p. 207-231
- Bill Casselman et Dragan Milicic, « representations », Duke Mathematical Journal, vol. 49, no 4,‎ 1982, p. 869-930 (ISSN 0012-7094, DOI 10.1215/S0012-7094-82-04943-2, lire en ligne)
- Armand Borel et Bill Casselman, « L2-cohomology of locally symmetric manifolds of finite volume », Duke Mathematical Journal, vol. 50, no 3,‎ 1983, p. 625-647 (DOI 10.1215/S0012-7094-83-05029-9, S2CID 122723214)
- Bill Casselman et Freydoon Shahidi, « On irreducibility of standard modules for generic representations », Annales scientifiques de l'École normale supérieure, vol. 31, no 4,‎ 1998, p. 561-589 (DOI 10.1016/S0012-9593(98)80107-9, lire en ligne)
- Bill Casselman, Mathematical Illustrations: A Manual of Geometry and PostScript, Cambridge University Press, 2005 (ISBN 0521839211)